# Limotettix tachyporias
Limotettix tachyporias är en insektsart som beskrevs av George Willis Kirkaldy 1907. Limotettix tachyporias ingår i släktet Limotettix och familjen dvärgstritar. Inga underarter finns listade i Catalogue of Life.